# 2020 a tudományban
2020 a tudományban és a technológiában. 

## Csillagászat és űrkutatás
- július 23. – Kína útnak indítja a Tianven-1 nevű űrszondát egy leszállóegységgel és marsautóval együtt, ezzel megkezdi a Mars kutatását célzó Tianven misszióját[1]
- július 30. – A NASA egy Atlas V hordozórakétával útnak indítja a Perseverance marsjárót (rovert). A küldetés legfontosabb célja az élet nyomainak vizsgálata a Marson. Része a küldetésnek az Ingenuitynek nevezett kicsiny „Mars helikopter” is, lényegében egy drón, melyet saját napelem lát el árammal. Feladata a stabil repülés megvalósíthatóságának vizsgálata.[2]
- november 23. – Kína útnak indítja ötödik holdszondáját, a Csang-o–5-öt

## Díjak
- Nobel-díjak:
  - Fizikai: Roger Penrose; Andrea Ghez, Reinhard Genzel[3]
  - Kémiai: Emmanuelle Charpentier, Jennifer Doudna[4]
  - Orvosi: Harvey J. Alter, Michael Houghton, Charles M. Rice[5]

## Halálozások
- január 14. – Giovanni Gazzinelli brazil orvos, immunológus (* 1927)
- január 26. – Louis Nirenberg kanadai-amerikai matematikus (* 1925)
- február 7. – Li Ven-liang kínai orvos, szemész (* 1986)
- február 12. – Geert Hofstede holland szociálpszichológus (* 1928)
- február 13. – Rajendra Pachauri indiai gazdasági és környezetvédelmi tudós (* 1940)
- február 16. – Larry Tesler amerikai számítógép-szakember (* 1945)
- február 24. – Katherine Johnson afroamerikai származású amerikai matematikus, fizikus, informatikus, mérnök (* 1918)
- február 28. – Freeman Dyson angol születésű amerikai fizikus és matematikus (* 1923)
- március 18. – Alfred Worden amerikai űrhajós (* 1932)
- április 11. – John Horton Conway brit matematikus (* 1937)
- november 12. – Kosiba Maszatosi Nobel-díjas japán fizikus (* 1926)
- november 23. – Konrad Fiałkowski lengyel informatikus (* 1939)
- december 10. – Bryan Sykes angol humángenetikus (* 1947)